# Bitwa pod Tyszowcami

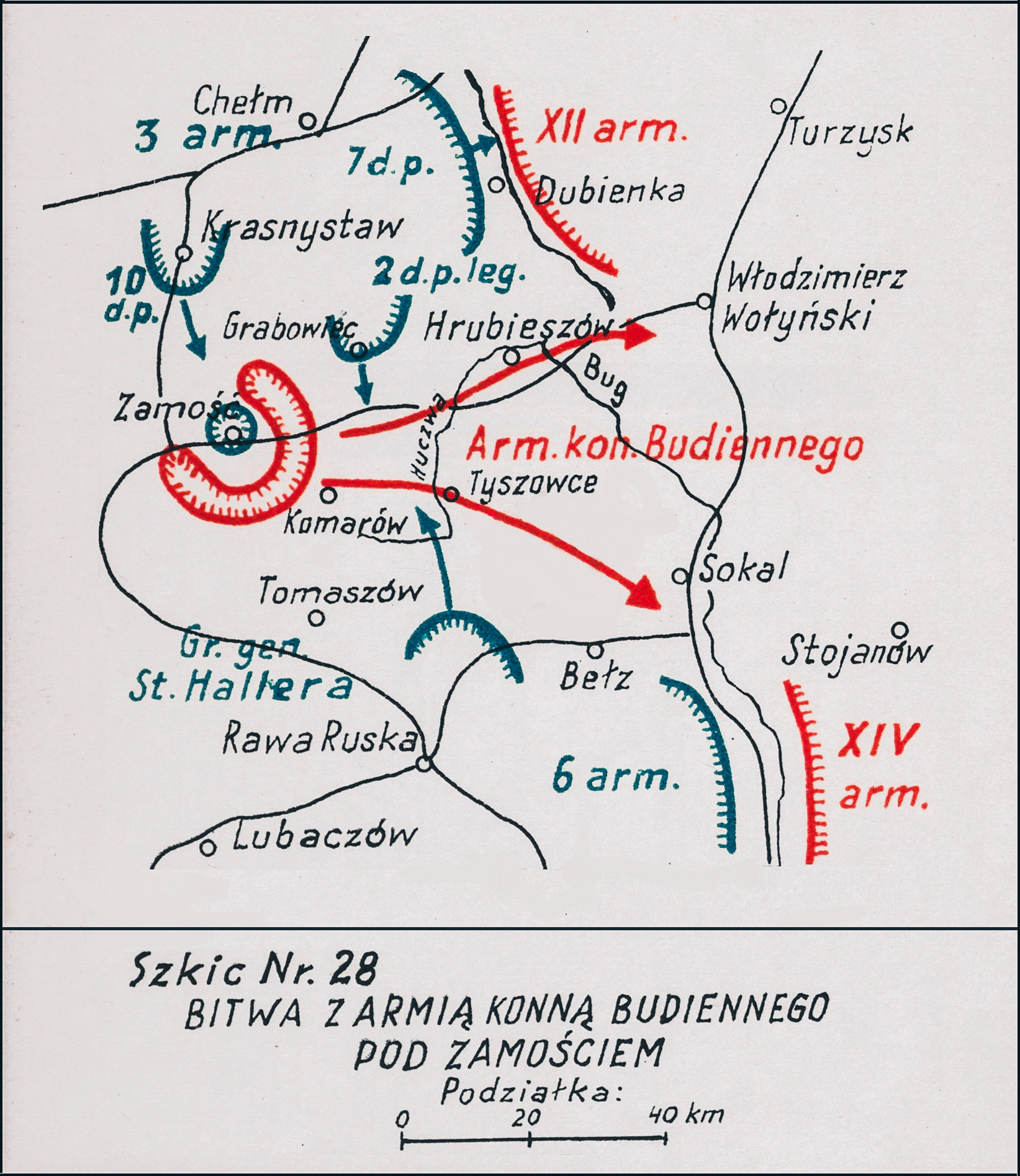
Adam Przybylski,
Wojna Polska 1918–1921

Bitwa pod Tyszowcami – walki XXVI Brygady Piechoty płk. Józefa Beckera i Brygady Kozackiej Wadima Jakowlewa z oddziałami sowieckiej 44 Dywizji Strzelców w czasie ofensywy jesiennej wojsk polskich w okresie wojny polsko-bolszewickiej.

## Geneza
Gdy na północy Rzeczypospolitej rozgrywała się wielka bitwa nad Wisłą, na południu 3. i 6 Armia prowadziły ciężkie walki w obronie Lwowa, nad Bugiem i Gniłą Lipą.
Po zwycięskich walkach z 1 Armią Konną pod Zamościem i Komarowem polskie Naczelne Dowództwo zaczęło na południowym odcinku frontu przygotowania do oswobodzenia Galicji Wschodniej i Wołynia. Przed przystąpieniem do działań zaczepnych postanowiono podjąć siłami 3 Armii jeszcze jedną próbę rozbicia sowieckiej 1 Armii Konnej.
Grupa gen. Stanisława Hallera, która dotychczas walczyła w okolicach Bełza, na lewem skrzydle 6 Armii, nie zdoławszy powstrzymać Budionnego czołowo, ruszyła w ślad za nim na Tyszowce i Komarów. Równocześnie, wyładowana w Krasnymstawie 10 Dywizja Piechoty uderzyła w kierunku Zamościa, zaś 2 Dywizja Piechoty Legionów natarła od północy z obszaru Grabowca. W ten sposób armia Budionnego znalazła się w kleszczach, których oś stanowił Zamość, a oba ramiona zamykały przeciwnika w coraz to węższym korytarzu, grożąc mu odcięciem drogi na wschód.
31 sierpnia 1 Armia Konna rozpoczęła odwrót na południowy wschód.
W trakcie marszu jej oddziały weszły w kontakt taktyczny i ogniowy z prawym skrzydłem grupy generała Stanisława Hallera

## Walki pod Tyszowcami
31 sierpnia oddziały grupy gen. Stanisława Hallera maszerowały z rejonu Komarowa na Brudek – Mocówkę i tym samym zamknęły sowieckim kawalerzystom z 1 Armii Konnej drogę na południe.
Szarżujący kozacy nie zdołali przełamać polskiej obrony, a nacierająca wzdłuż szosy Łabunie – Zamość XXV Brygada Piechoty wyparła kawalerię sowiecką z przedpola Zamościa i, razem z załogą miasta, zagroziła prawemu skrzydłu 1 Armii Konnej.
1 września 13 Dywizja Piechoty rozpoczęła marsz ku przeprawom na Huczwie pod Tyszowcami i Wakijowem. Przed nią maszerowała 1 Dywizja Jazdy płk. Juliusza Rómmla, z zadaniem uchwycenia przepraw na rzece i tym samym odcięcia dróg odwrotu przeciwnikowi wypieranemu na wschód przez 13 DP.
W tym czasie 1 Armia Konna kontynuowała odwrót dwoma kolumnami – północną na Hostynne i południową na Wakijów, a bohuńska brygada 44 Dywizji Strzelców obsadziła Wakijów.
Właśnie pod Wakijów podeszły siły główne 1 Dywizji Jazdy. Płk Jan Rómmel nie podjął jednak natarcia i postanowił czekać na własną piechotę. Nie podjął także próby zajęcia Tyszowiec, w przekonaniu, że również tę miejscowość obsadzają silne oddziały Armii Czerwonej. Bierność dowódcy dywizji spowodowała, że sowiecka 6 Dywizja Kawalerii bez przeszkód przeprawiła się na wschodni brzeg Huczwy pod Wakijowem.
Dopiero w godzinach popołudniowych do Wakijowa podeszła XXVI Brygada Piechoty i po wymianie strzałów z sowieckimi strażami tylnymi opanowała przeprawę, a wieczorem jej 44. i 50 pułk piechoty stanęły pod Tyszowcami, obsadzonymi przez pułk strzelców z 44 DS i kawalerię dywizyjną. Z uwagi na zapadające ciemności zrezygnowano z uderzenia na miejscowość.
W tym czasie główne siły 1 Armii Konnej, 4., 11., 14 Dywizja Kawalerii, kontynuowały odwrót w kierunku na Werbkowice i Hrubieszów, a po drodze przełamały obronę oddziałów polskiej 2 Dywizji Piechoty Legionów płk. Michała Żymierskiego.
Natarcie na Tyszowce zaplanowano na godziny ranne 2 września. Od południa miała uderzyć XXVI Brygada Piechoty, a od południowego wschodu 1 Dywizja Jazdy.
Termin natarcia musiał zostać niestety przesunięty, ponieważ nocą 1 DJ otrzymała uzupełnienie i zajęta była jego rozdzielaniem między pułki.
Jako pierwszy do natarcia ruszył, wspierany przez II dywizjon 13 pułku artylerii polowej, 44 pułk piechoty, a jego lewe skrzydło ubezpieczał I batalion 50 pułku piechoty. Jako że grupa przeprawowa nie posiadła łodzi, a w pobliżu nie było też brodów, dlatego piechota musiała zdobyć groblę prowadzącą do mostu, a następnie opanować sam most. Również teren na przeciwległym brzegu sprzyjał jego obrońcom. Ze wzgórz na wschodnim brzegu Huczwy przeciwnik ostrzeliwał Polaków silnym i celnym ogniem.
Brawurowy atak 44 pułku piechoty i nawały ogniowe stawiane przez dywizjon 13 pap spowodowały, że w ciągu kilkunastu minut Polacy wyszli na groblę i do 11.00 opanowali zarówno Tyszowce, jak i leżącą na wschodnim brzegu Huczwy wieś Zagajnie.
Wycofujące się oddziały 44 Dywizji Strzelców trafiły pod Lipowcem i Tuczapami na podporządkowaną 1 Dywizji Jazdy Samodzielną Brygadę Kozacką Wadima Jakowlewa.
Kozacy rozproszyli przeciwnika, biorąc do niewoli około dwustu jeńców i zdobywając dwa ckm-y.

## Bilans walk
W walce o Tyszowce Polacy odnieśli zwycięstwo. Przeciwnik stracił około stu poległych i rannych, wzięto prawie stu jeńców. Sukces okupiony został stratą około czterdziestu poległych i rannych. Opanowanie Tyszowiec stworzyło szansę zaatakowania lewego skrzydła i tyłów 1 Armii Konnej między Huczwą a Bugiem. Nie została ona jednak wykorzystana, bowiem nowy dowódca 3 Armii gen. Władysław Sikorski, zatrzymał grupę gen. Stanisława Hallera nad Huczwą do czasu uporządkowania prawego skrzydła armii.